# Pestepidemie in Londen

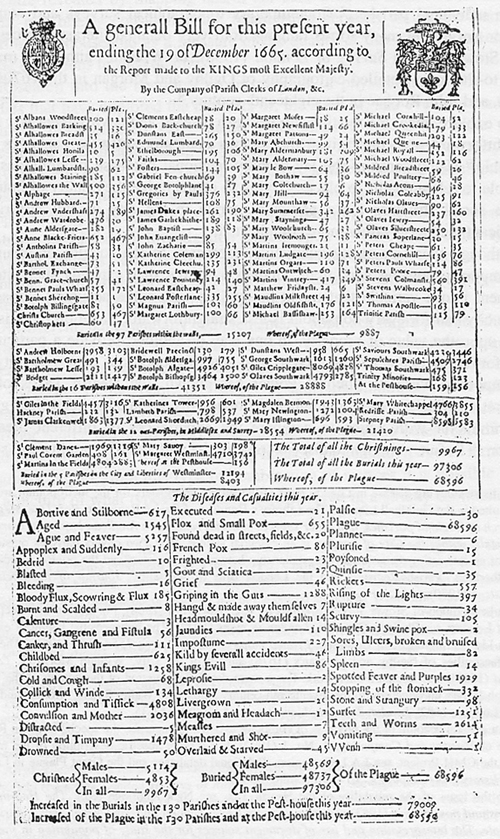
Bill of Mortality, overlijdensstatistiek voor het jaar 1665

De Pestepidemie in Londen, in het Engels ook bekend als de Great Plague, was een enorme uitbarsting van pest in Engeland in 1665-1666. In de stad Londen stierven in achttien maanden tijd 100.000 mensen, een kwart van de bevolking van de stad. De ziekte werd veroorzaakt door de bacterie Yersinia pestis, die overgebracht wordt via ratten en vlooien. Bekende symptomen van de builenpest komen overeen met de verschijnselen die in verslagen genoemd worden.
De epidemie van 1665-'66 was van een veel kleinere omvang dan de vroegere uitbarsting van de "Zwarte Dood" die Europa trof tussen 1347 en 1353, maar leeft in de herinnering voort als de "grote" pestepidemie omdat het een van de laatste wijdverspreide uitbarstingen in Europa was.

## Achtergrond

### Londen

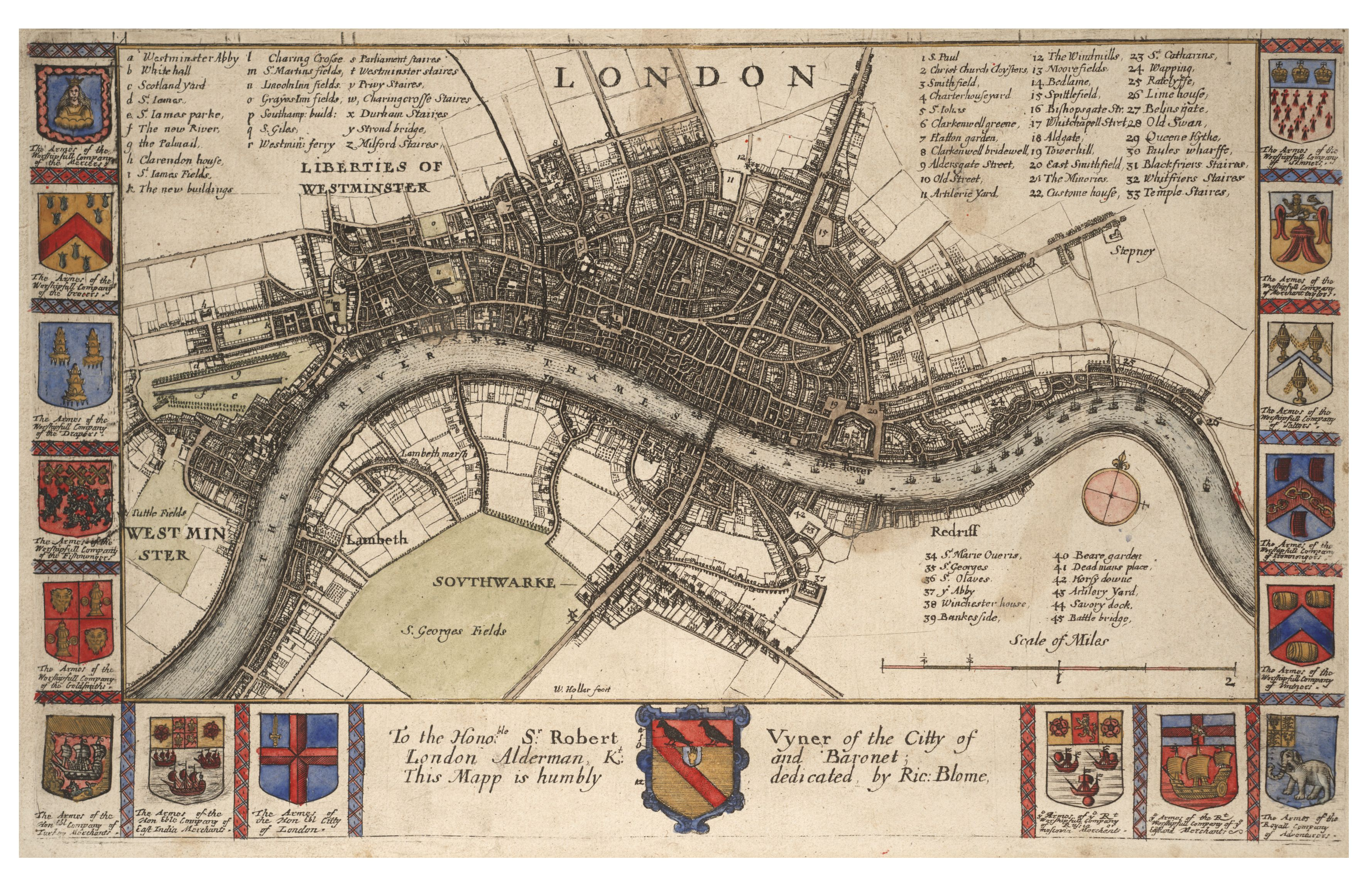
Kaart van Londen van circa 1665, gemaakt door Wenceslaus Hollar

Volgens de tellingen van John Graunt woonden in Londen, voorafgaand aan de pest, ongeveer 460.000 mensen. Een groot deel daarvan bestond uit binnenlandse immigranten. Indertijd bestond de stad uit drie verschillende stadsdelen. Een hiervan was het oude stadscentrum binnen de stadsmuren. Dit stadsdeel was via de Strand verbonden met de City of Westminster. Buiten de stadsmuren lag het laatste deel van Londen en de wijken breidden zich in alle windrichtingen uit, met name naar het westen.

### Medisch
Sinds de komst van de pest in Engeland in 1349 was de ziekte endemisch geworden. De stad Londen werd diverse malen getroffen door een uitbraak van de ziekte, waaronder ook verscheidene keren in de zeventiende eeuw. In 1603 kostte de ziekte het leven van 23.045 mensen in de stad. Tweeëntwintig jaar later sloeg de pest opnieuw toe en ditmaal werd twintig procent van de Londense bevolking weggevaagd. Het was daarmee de laatste grote uitbraak van de ziekte voor 1665. Kleinere epidemieën deden zich respectievelijk voor in 1630 en 1636. Van de zeven grote pestepidemieën die Londen troffen was de uitbraak van 1665 de dodelijkste.
De medische wereld baseerde haar praktijken in de zeventiende eeuw altijd nog op de leer van Claudius Galenus. Volgens hem werden mensen ziek als de vier lichaamssappen – zwarte gal, gele gal, bloed en slijm – uit balans waren. De behandeling van de zieke was er dan ook op gericht om de balans te herstellen door middel van purgeren, aderlaten of braken.

## Uitbraak

### Oorzaak
In 1663 werden de Europese havensteden Amsterdam en Hamburg getroffen door uitbraken van de pest. Dit was voor de adviesraad van Karel II van Engeland de aanleiding voor het instellen van voorzorgsmaatregelen. De Londense burgemeester, John Lawrence, richtte een quarantaine-eenheid in op het Canvey Island in de monding van de Theems. Besmette schepen zouden hier geïsoleerd worden voor ze de Engelse havens aandeden. Door de uitbraak van de Tweede Engels-Nederlandse Oorlog in 1665 verslapten de quarantainemaatregelen voor de Engelse kust. De Londense arts Nathaniel Hodges schreef in zijn memoires dat de ziekte "naar ons is overgebracht uit Holland via handelswaar, en wie het spoor verder wilde volgen (...) het is afkomstig uit Turkije en zat in balen katoen".

### Verspreiding

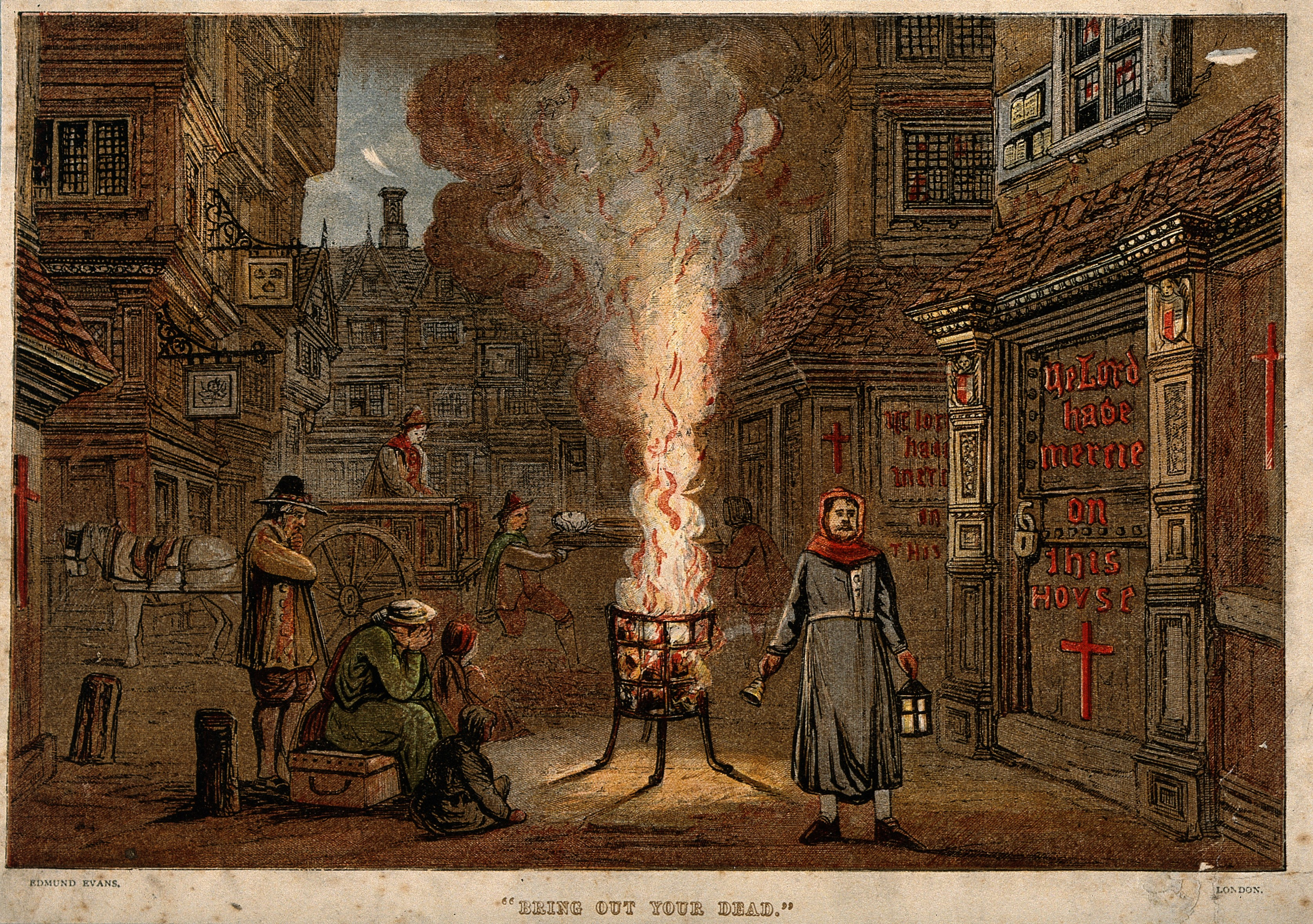
Een straat in Londen tijdens de pestepidemie. Op de deuren is duidelijk de tekst "Lord have mercy on this house" (Heer heb genade met dit huis) te lezen.

De allereerste pestdode van 1665 werd in de eerste week van januari genoteerd in de volkswijk van St Giles. In de loop van februari doken er meer gevallen op van mensen die waren overleden aan de pest uit deze wijk. Pas na het noteren van nieuwe pestdoden in april werd besloten om maatregelen te nemen om verdere verspreiding van het virus te voorkomen. Een aantal verdachte huizen werden van buitenaf gesloten en werden voorzien van de tekst "Moge God ons genadig zijn".
Begin mei werden ook de eerste pestdoden geconstateerd buiten St Giles. Op 9 mei werd ook de eerste pestdode binnen de stadsmuren gemeld. De Lord Mayor John Lawrence nam daarop maatregelen. Hij gaf de opdracht tot het ontsteken van vuren op de straten zodat de lucht gezuiverd kon worden en ook moesten alle wijken worden schoongemaakt en gereinigd worden. Ook kreeg het college van geneeskundigen de opdracht om met richtlijnen te komen. De maatregelen van de Lord Mayor leken effect te hebben, want het aantal pestdoden daalde van negen naar drie.

### De uittocht uit de stad

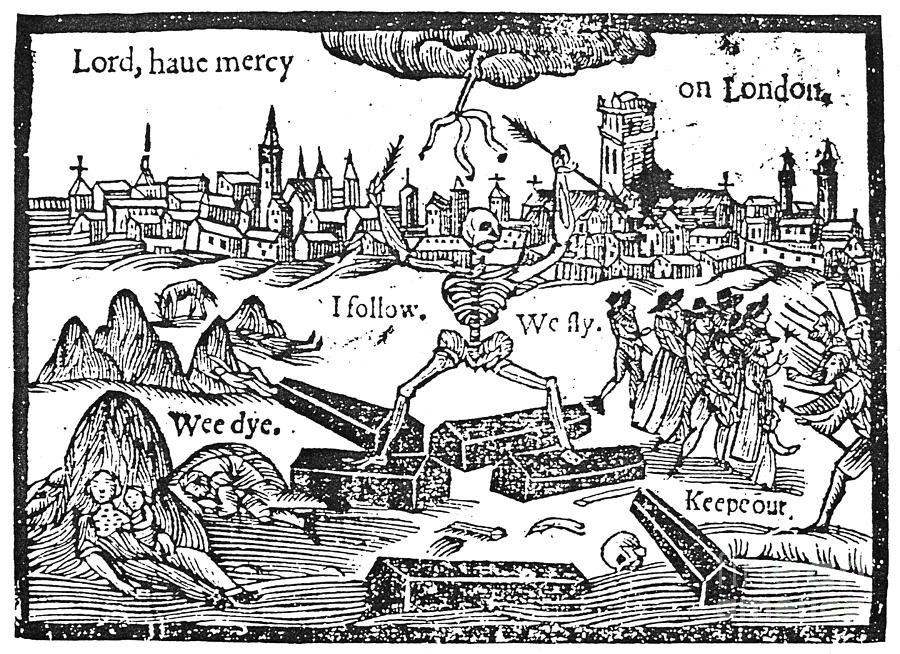
Terwijl links de mensen sterven ("Wee dye"), proberen rechts de mensen Londen te ontvluchten ("We fly). Maar de Dood volgt hen ("I follow") en de vluchtelingen zijn dan ook niet welkom ("Keepe out") in de nabijgelegen steden.

Desondanks namen de besmettingen in de loop van mei weer toe. In juni bereikte het wekelijkse dodenaantal voor het eerst een aantal van boven de honderd. Op 20 juni 1665 liep dit aantal op tot 168 doden. In deze periode waren reeds twintig wijken besmet door de epidemie, waarvan vier binnen de stadsmuren. Door de aanhoudende bedreiging van de pest verliet koning Karel II met zijn hofhouding, een aantal acteurs en dichters de stad. Onder andere John Milton en John Dryden verlieten de stad. Ook handelaars en winkeliers zoals bakkers en slagers verlieten de stad. In de eerst helft van juli verlieten meer dan 30.000 mensen Londen en later zouden er nog duizenden volgen. Daarnaast werd het parlement verdaagd. Karel II zou aanvankelijk neerstrijken in Salisbury om vervolgens net zoals zijn parlement naar Oxford te verhuizen.
De Lord Mayor bleef wel achter in de stad, maar zijn bevoegdheden strekten zich niet uit tot de wijken buiten de stadsmuren waar de meeste pestdoden vielen. De maatregelen die hij en zijn bestuur namen waren ontleend aan de Pestreglementen uit 1646. Zo was het verboden om beddengoed uit besmette huizen te verwijderen, mochten familieleden niet aanwezig zijn op begrafenissen, de doden moesten 's nachts begraven worden en elke wijk moest inspecteurs aanstellen om de zieken in hun gebieden te registreren. Ook werden de huizen die besmet waren bewaakt door twee wachters die moesten voorkomen dat mensen het huis verlieten of binnenkwamen. Door de julihitte bepaalde John Lawrence dat het verboden was om producten te verkopen op straat en ook moesten dode katten en honden uit het straatbeeld verwijderd worden. Eind juli steeg het aantal doden tot 1843 per week. De bestrijdingsmaatregelen van eerder die maand bleken geen effect te hebben op het indammen van de ziekte.

### Hoogtepunt van de epidemie

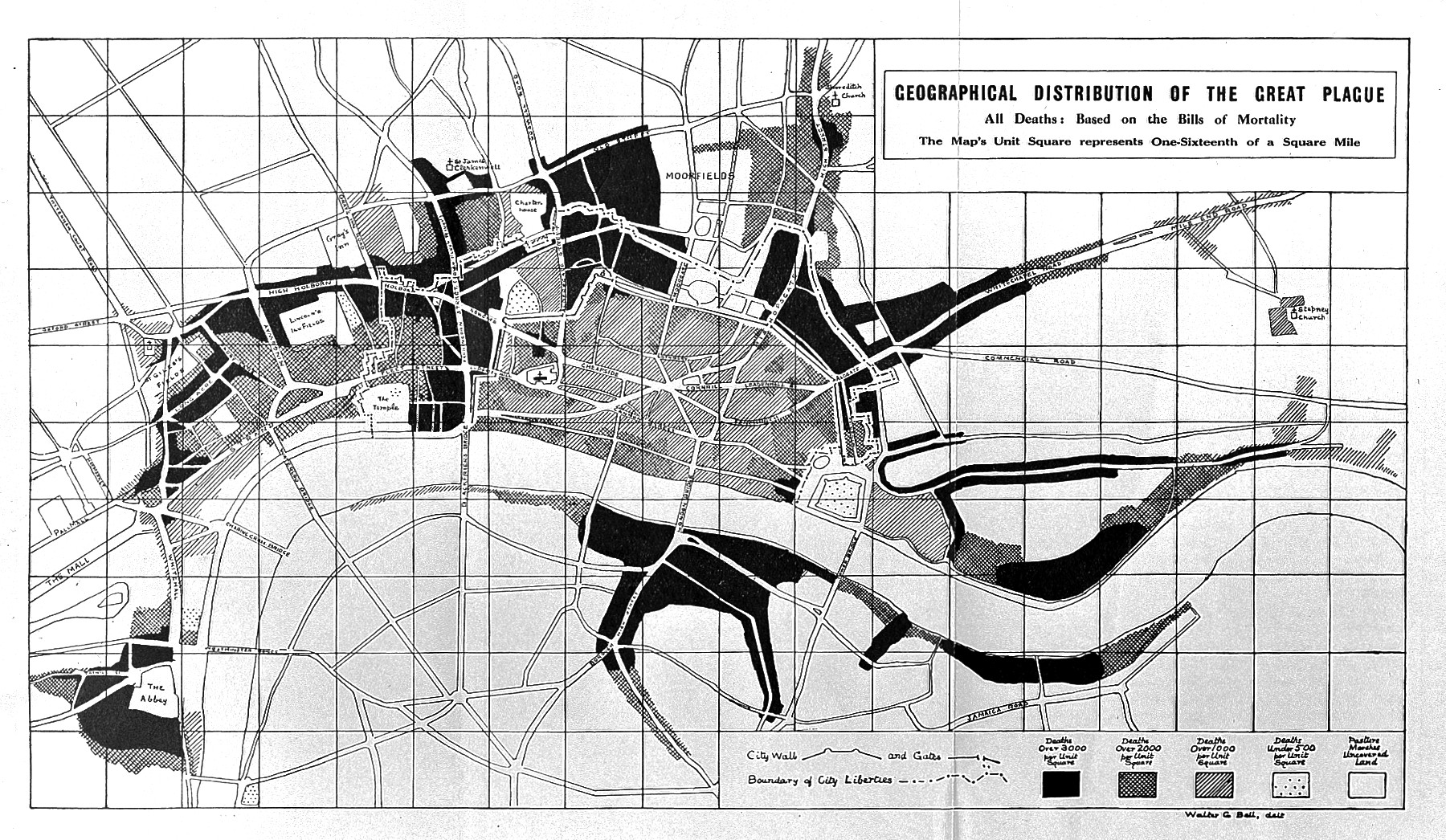
Kaart met de geografische verspreiding van de pest door Londen

In augustus liepen de overlijdensstatistieken nog hoger op ten opzichte van juli. In de zwaarste week van deze maand waren en 6102 pestdoden te betreuren, waarvan de meeste afkomstig waren uit de wijken buiten de muren. Waarschijnlijk waren de daadwerkelijke sterftecijfers nog hoger omdat overleden joden, quakers en andere religieuze minderheden niet werden opgenomen in de officiële overlijdensstatistieken. Ook zou er sprake zijn van manipulatie van de cijfers. In de dagboeken van Samuel Pepys is te lezen dat hij een klerk had gesproken die meldde dat "negen mensen gestorven, maar ik heb er slechts zes opgeschreven."
Ook in september bleef het aantal pestdoden oplopen. In de derde week van september stierven er 7165 mensen aan de ziekte. Deze week vormde de piek van de epidemie. In de 131 stadswijken die Londen kende waren er slechts drie wijken die niet besmet waren geraakt. De zwaarst getroffen wijken lagen buiten de stadsmuren: St. Boltoph's Aldgate, St. Sepulchre-without-Newgate, Stepney en St. Saviour's Southwark. Binnen de stadsmuren waren de wijken St. Andrew by the Wardrobe, St. Ann Blackfriars, Christ Church Newgate Street en St. Stephen Coleman Street zwaar getroffen. Eind september nam het aantal doden af en eind oktober, begin november keerden de eerste Londenaren weer terug naar hun stad. Op 2 januari 1666 stierven er minder dan honderd mensen aan de pest. Een maand later liep het aantal verder terug tot 56 doden en verhuisde het koninklijke hof weer naar Londen.

## De pest buiten Londen
Met de uittocht uit Londen verspreidde de pest zich ook verder over Engeland. Het platteland werd ook hard getroffen. Uiteindelijk werd besloten om alle jaarmarkten binnen een afstand van tachtig kilometer van Londen te verbieden om op die manier een verdere uitbraak te voorkomen. De meeste Engelse steden sloten ook hun poorten voor vreemdelingen of er werden alleen mensen toegelaten als ze over een gezondheidsbewijs beschikten. Desondanks breidde de pest zich verder uit over het land. Van alle lokale epidemieën was de pestuitbraak in Colchester het hevigst. Hier stierf vijftig procent van de lokale bevolking.
Een bekend voorbeeld van de pest buiten Londen was het dorp Eyam in Derbyshire. De ziekte kwam aan met een bundel doeken die vanuit Londen werd verzonden. De dorpelingen legden zichzelf een quarantaine op om de verdere verspreiding van de ziekte tegen te gaan. Verspreiding van de pest in de omgeving werd vertraagd, maar slechts 83 inwoners van de oorspronkelijke 350 bewoners bewoonde plaats overleefden de pest.

## Slachtoffers
De pest zou met name toeslaan onder de armere bevolking van Londen en dit was te wijten aan hun leefomstandigheden. Ze woonden in dicht op elkaar gebouwde, bouwvallige huurhuizen waar verschillende families woonden. Ook beschikten zij niet over de middelen om de stad te verlaten. Tussen de zeventig en tachtig procent van de armlastige bevolking overleed aan de pest. Voor aanvang van de epidemie woonden er in Londen 500.000 mensen. Gedurende de uitbraak vluchtte volgens John Graunt zo'n twintig procent van de stadsbevolking uit de Engelse hoofdstad. Ongeveer zo'n 100.000 mensen stierven in Londen aan de epidemie en een even groot aantal op het platteland.

## Nasleep

### Brand
Nieuwe pestgevallen bleven in bescheiden aantallen optreden tot september 1666. Op 2 en 3 september vernietigde de Grote Brand van Londen veel van de sterk overbevolkte houten huizen in de woon- en handelswijken van de stad, daarbij zelf 16 sterfgevallen veroorzakend. Deze gebeurtenis lijkt de pestuitbarsting effectief tot staan gebracht te hebben door de vernietiging van de ratten van Londen en hun pest-overbrengende vlooien. Na de brand werd Londen opnieuw opgebouwd volgens een plan van de architect Christopher Wren met bredere straten en een basaal riolerings- en waterafvoersysteem. Rieten daken (die behalve dat ze brandgevaarlijk waren ook een goed onderdak boden aan de ratten) werden verboden binnen de stad (en zijn dat nog: bij de herbouw van het Globe Theatre in 1997 moest een speciale vergunning worden gegeven voor een rieten dak).

### Demografie
Door de dood van vele inwoners en het vertrek van anderen zorgden voor nieuwe mogelijkheden voor de mensen die de rampen hadden overleefd. Het aantal doden van de stad in 1667 was niet hoger dan het sterftecijfer in 1663. Londen wist te herstellen door het aantrekken van nieuwe immigranten en natuurlijke vervanging. Door de herbouw van de stad na de Grote Brand kwamen er ook veel werklieden van buiten de stad naar de Engelse hoofdstad toe. Deze toestroom verklaart slechts ten dele de immigratie van Londen in deze periode.

## Culturele invloed
Daniel Defoe publiceerde in 1727 een boek: A Journal of the Plague Year, dat, hoewel fictie, een nauwkeurige beschrijving van het rampjaar geeft, mogelijk op basis van dagboeken van een oom van hem. Hij was zelf in 1666 te jong (5 jaar) om er veel eigen herinneringen aan te hebben.
Samuel Pepys geeft in zijn beroemde dagboeken wel contemporaine mededelingen over de pest en de brand.
Tijdens de uitbraak van de epidemie verbleef John Dryden bij zijn familie in Wiltshire en dit bleek een productieve periode voor zijn oeuvre te zijn. Zo schreef hij het Essay of Dramatick Poesie, het toneelstuk Secret Love en het gedicht Annus Mirabilis.